# Hooks, Texas
Hooks là một thành phố thuộc quận Bowie, tiểu bang Texas, Hoa Kỳ. Năm 2010, dân số của xã này là 2769 người.

## Dân số
- Dân số năm 2000: 2973 người.
- Dân số năm 2010: 2769 người.